# Thysanote alternans
Thysanote alternans is een eenoogkreeftjessoort uit de familie van de Lernaeopodidae. De wetenschappelijke naam van de soort is voor het eerst geldig gepubliceerd in 1981 door Kabata & Tareen.